# 털은행잎이끼과
털은행잎이끼과 또는 갈래수염이끼과(Acrobolbaceae)는 망울이끼목에 속하는 우산이끼류과의 하나이다.

## 하위 속
- 털은행잎이끼속 또는 갈래수염이끼속 (Acrobolbus)
- Geobelobryon
- Marsupidium
- Tylimanthus